# 图里斯凯县
图里斯凯县是东帝汶民主共和国马努法希区的一个县，该县面积188.44平方公里，2010年人口普查时时人口为6993，县治位于图里斯凯。